# Wildermieming
Wildermieming ist eine Gemeinde im Bezirk Innsbruck-Land in Tirol in Österreich mit 1010 Einwohnern (Stand 1. Jänner 2024). Die Gemeinde liegt im Gerichtsbezirk Telfs.

## Geografie
Wildermieming liegt rund 40 Kilometer westlich von Innsbruck am östlichen Mieminger Plateau. Der Ort stellt die Verbindung von Telfs über das Plateau zum Fernpass her.
Das Gemeindegebiet steigt vom Mieminger Plateau im Süden von 850 Meter Seehöhe zur Mieminger Kette auf 2700 Meter an, fällt dann zur Leutascher Ache auf 1400 Meter ab um im Norden zum Wettersteingebirge an der bayrischen Grenze wieder 2500 Meter zu erreichen. Von den insgesamt über dreißig Quadratkilometer ist mehr als die Hälfte bewaldet, acht Prozent werden landwirtschaftlich genutzt und 37 Prozent sind alpines Gebiet.

### Gemeindegliederung
| Katastralgemeinden        | Ortschaften in der Gemeinde                                            |
| ------------------------- | ---------------------------------------------------------------------- |
| Wildermieming (31,24 km²) | Wildermieming (D) Affenhausen (D) Brente (Sdlg) Mieminger Gebirge (ZH) |
| Legende                   |                                                                        |

| In der Spalte Katastralgemeinden sind sämtliche Katastralgemeinden einer Gemeinde angeführt. In der Klammer ist die jeweilige Fläche in km² angegeben. |
| In der Spalte Ortschaften sind sämtliche von der Statistik Austria erfassten Siedlungen, die auch eine eigene Ortschaftskennziffer aufweisen, angeführt. In der Hierarchieebene derselben Spalte, rechts eingerückt, werden nur Ansiedlungen, die mindestens aus mehreren Häusern bestehen, dargestellt. Die wichtigsten der verwendeten Abkürzungen sind: - M = Hauptort der Gemeinde - Stt = Stadtteil - R = Rotte - W = Weiler - D = Dorf - ZH = Zerstreute Häuser - Sdlg = Siedlung - Hgr = Häusergruppe - E = Einzelgehöft (nur wenn sie eine eigene Ortschaftskennziffer haben) Die komplette Liste der Statistik Austria ist in: Topographische Siedlungskennzeichnung nach STAT Zu beachten ist, dass manche Orte unterschiedliche Schreibweisen haben können. So können sich Katastralgemeinden anders schreiben als gleichnamige Ortschaften bzw. Gemeinden. Quelle: Statistik Austria – |

Außerdem gehören Teile des Gaistals, das schon hinter der Mieminger Kette liegt, zum Gemeindegebiet.

### Ortsteile
- Wildermieming-Dorf
- Wildermieming-Siedlung
- Affenhausen

Der Name Affenhausen leitet sich von der Heiligen Afra, der Schutzpatronin der Fuhrleute ab.

### Nachbargemeinden
|              | Garmisch-Partenkirchen (D)                  | Leutasch |
|              | Kompassrose, die auf Nachbargemeinden zeigt |          |
| Mieming (IM) |                                             | Telfs    |

## Geschichte
Wildermieming wurde erstmals in den Jahren 1163–1167 in einer Traditionsnotiz des Klosters Wessobrunn als Wilramingin erwähnt. Der Ortsname birgt den altbairischen Personennamen Wiliram in sich, der mit dem -ing-Suffix verbunden wurde. Er lässt sich als ‚Siedlung des Wiliram‘ deuten. Im Laufe der Zeit kam es zu einigen Umformungen. Zuerst wurde zu ‚wild‘ und dann zum Namen der Nachbarsiedlung ‚Mieming‘ dissimiliert, sodass es letztlich Wildermieming ergab.
1833 wurde Wildermieming von der Gemeinde Mieming abgetrennt. Ursprünglich Teil des Gerichtsbezirks Silz wurde Wildermieming 1925 dem Bezirk Innsbruck-Land bzw. dem Gerichtsbezirk Telfs angeschlossen. 1938 gelangte die Gemeinde zurück an den Bezirk Imst (bis auf den Ortsteil Tillfuß, der zur Gemeinde Leutasch gelangte und somit bei Innsbruck-Land blieb), 1947, wiedervereinigt mit Tillfuß, wiederum zum Bezirk Innsbruck-Land.

### Bevölkerungsentwicklung

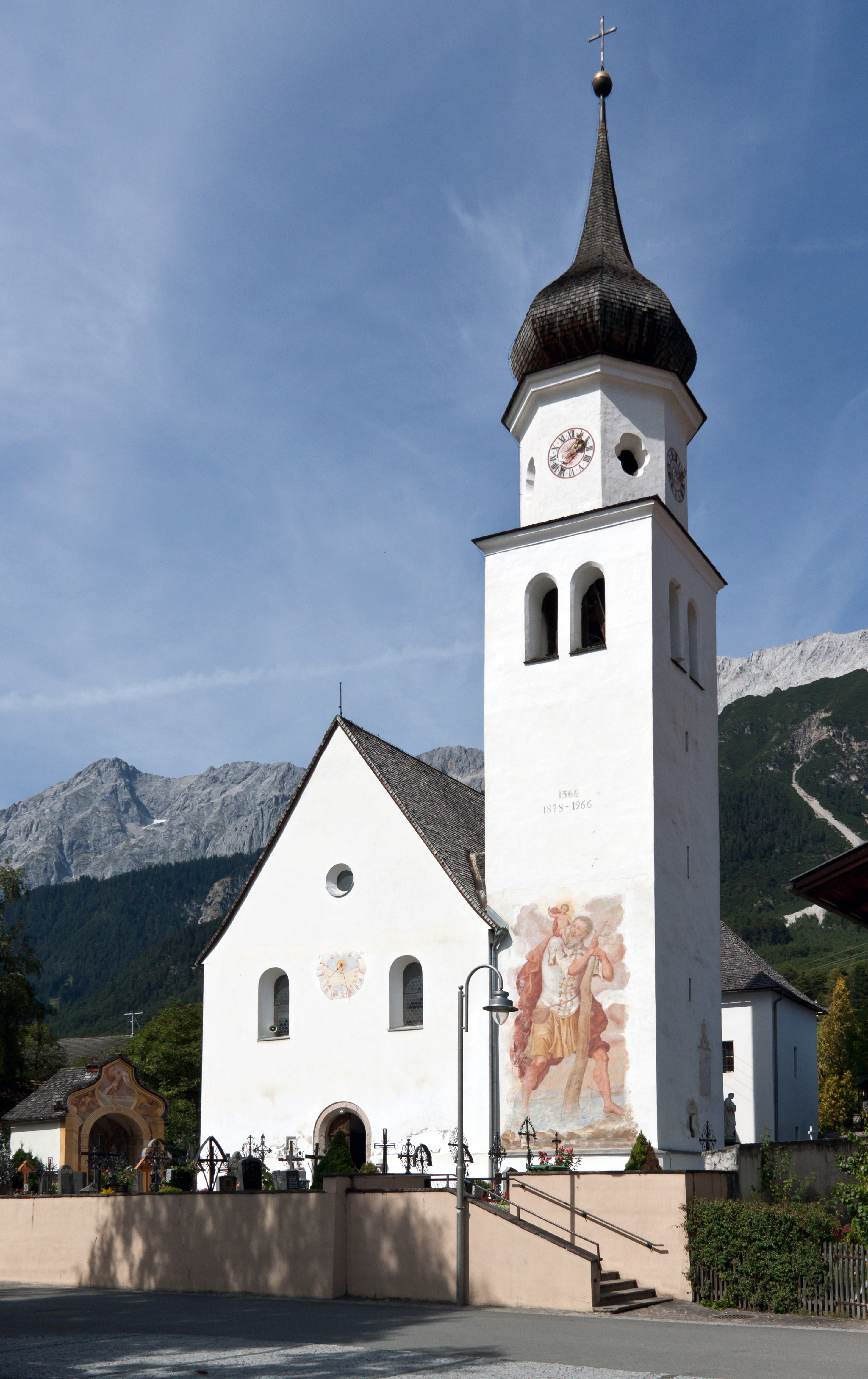
Katholische Pfarrkirche hl. Nikolaus

EinwohnerJahr300400500600700800900100011001860189019201950198020102040EinwohnerEinwohnerentwicklung von Wildermieming

## Kultur und Sehenswürdigkeiten
- Pfarrkirche Wildermieming
- Kapelle hl. Afra
- Bergdoktorhaus

## Wirtschaft und Infrastruktur

### Wirtschaftssektoren
Von den 29 landwirtschaftlichen Betrieben des Jahres 2010 wurden elf im Haupt-, vierzehn im Nebenerwerb und vier von juristischen Personen geführt. Diese vier bewirtschafteten beinahe drei Viertel der Flächen. Im Produktionssektor waren 53 der 69 Erwerbstätigen im Bereich Warenherstellung beschäftigt. Die wichtigsten Arbeitgeber im Dienstleistungssektor waren die Bereiche Beherbergung und Gastronomie und soziale und öffentliche Dienste.
| Wirtschaftssektor            | Anzahl Betriebe | Anzahl Betriebe | Erwerbstätige | Erwerbstätige |
| Wirtschaftssektor            | 2011            | 2001            | 2011          | 2001          |
| ---------------------------- | --------------- | --------------- | ------------- | ------------- |
| Land- und Forstwirtschaft 1) | 29              | 31              | 19            | 16            |
| Produktion                   | 10              | 8               | 69            | 82            |
| Dienstleistung               | 52              | 22              | 86            | 66            |

1) Betriebe mit Fläche in den Jahren 2010 und 1999
| Im Jahr 2011 lebten 437 Erwerbstätige in Wildermieming. Davon arbeiteten 94 in der Gemeinde, mehr als drei Viertel pendelten aus. Die Gemeinde zählt jährlich rund 40.000 Übernachtungen. Dabei gibt es zwei Saisonen, wobei die Sommersaison länger ist. | Hier fehlt eine Grafik, die leider im Moment aus technischen Gründen nicht angezeigt werden kann. Wir arbeiten daran! |

## Politik

### Gemeinderat
In den Gemeinderat werden elf Mandatare gewählt:
| Partei                                               | 2022    | 2022    | 2022      | 2016    | 2016    | 2016      | 2010    | 2010    | 2010      |
| Partei                                               | Prozent | Stimmen | Mandatare | Prozent | Stimmen | Mandatare | Prozent | Stimmen | Mandatare |
| ---------------------------------------------------- | ------- | ------- | --------- | ------- | ------- | --------- | ------- | ------- | --------- |
| Wildermieming kann mehr - Fair für Alle - Unabhängig | 53,38   | 340     | 6         | 14,70   | 90      | 1         |         |         |           |
| Frischer Wind                                        | 46,62   | 297     | 5         | 52,91   | 336     | 6         | 50,34   | 298     | 6         |
| Gemeinsam-aktiv für Wildermieming                    |         |         |           | 32,91   | 209     | 4         |         |         |           |
| Bürgermeisterliste                                   |         |         |           |         |         |           | 25,34   | 150     | 3         |
| Für Wildermieming                                    |         |         |           |         |         |           | 12,16   | 72      | 1         |
| Sozialdemokraten und Parteifreie                     |         |         |           |         |         |           | 12,16   | 72      | 1         |

### Bürgermeister
Die letzten Bürgermeisterwahlen fanden gleichzeitig mit den Gemeinderatswahlen am 27. Februar  2022 statt. Matthias Fink wurde zum Bürgermeister gewählt.

### Wappen
Der Gemeinde wurde 1966 folgendes Wappen verliehen: In Grün ein goldener Latschenzweig mit drei Früchten, aus dem unteren Schildrand wachsend.
Mit dem goldenen Legföhrenzweig wird die Bedeutung dieser Pflanze als Schutz für den Ort Wildermieming vor Muren gewürdigt.

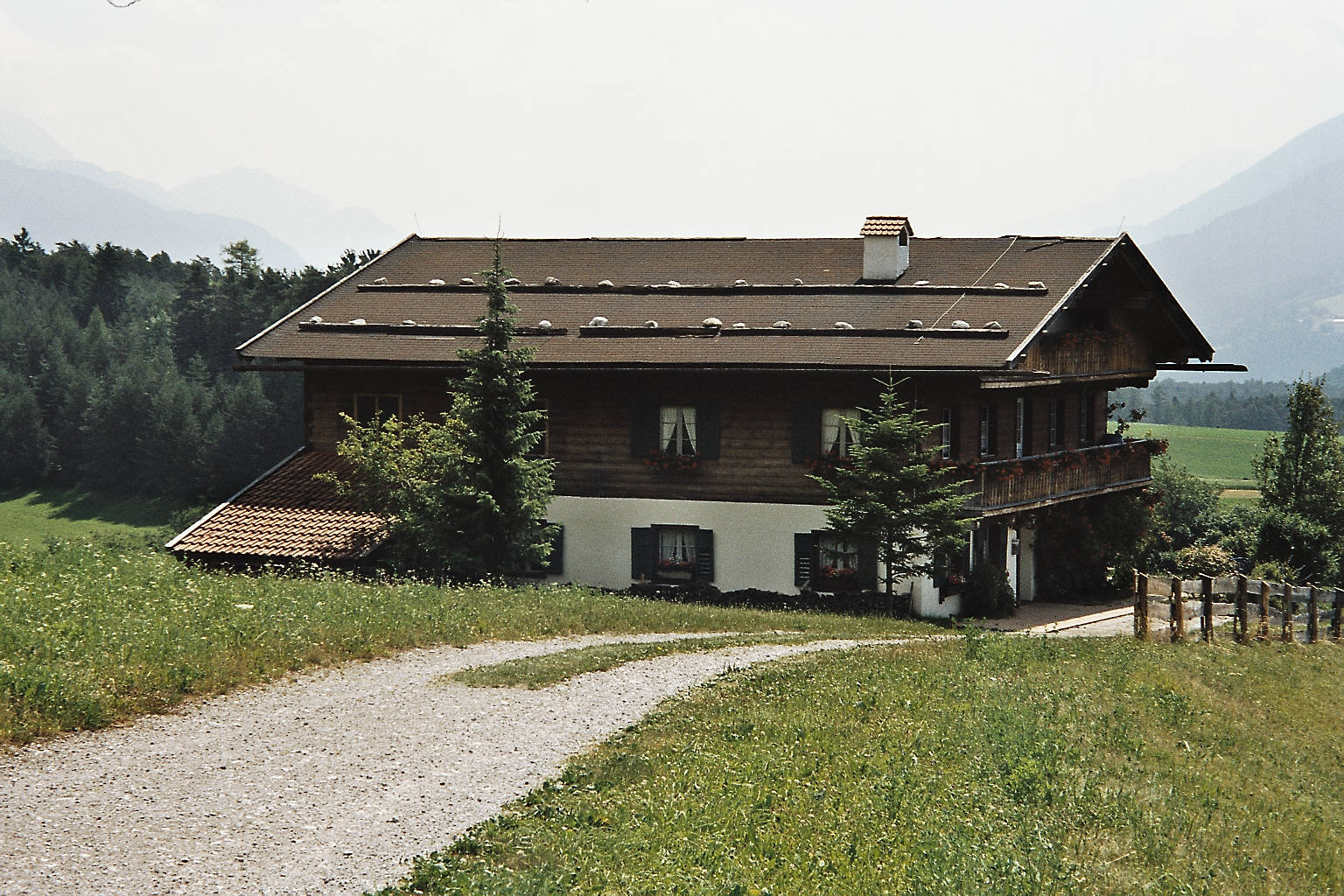
Das „Bergdoktorhaus“, Filmkulisse der gleichnamigen TV-Serie

## Sonstiges
Bekanntheit erlangte Wildermieming durch die TV-Serie Der Bergdoktor als fiktiver Ort „Sonnenstein“ mit dem Bergdoktorhaus als Kulisse.